# Hartley County
Hartley County je okres na severu státu Texas v USA. K roku 2010 zde žilo 6 062 obyvatel. Správním městem okresu je Channing. Celková rozloha okresu činí 3 789 km².